# Wilderness Rim
Wilderness Rim az Amerikai Egyesült Államok északnyugati részén, Washington állam King megyéjében elhelyezkedő statisztikai település. A 2010. évi népszámlálási adatok alapján 1523 lakosa van.